# Eremospatha macrocarpa
Eremospatha macrocarpa är en enhjärtbladig växtart som beskrevs av Hermann Wendland. Eremospatha macrocarpa ingår i släktet Eremospatha och familjen Arecaceae. Inga underarter finns listade i Catalogue of Life.